# Kirrwiller
Kirrwiller es una localidad y comuna francesa, situada en el departamento de Bajo Rin en la región de Alsacia.
El 1 de enero de 2007 se escindió según Decreto de la prefectura de la región de Alsacia, de la comuna de Bosselshausen a la que estaba unida desde 1976.
| 569 | 616 | 606 | 631 | 647 | 684 |
| Para los censos de 1962 a 1999 la población legal corresponde a la población sin duplicidades (Fuente: INSEE [Consultar]) |     |     |     |     |     |